# Road Town
Road Town là thủ phủ của Quần đảo Virgin thuộc Anh. Đô thị này nằm trên cảng Road ở trung tâm bờ biển phía nam đảo. Theo ước tính năm 2004, đô thị này có dân số khoảng 9.400 người.

## Khí hậu
| Dữ liệu khí hậu của Road Town     | Dữ liệu khí hậu của Road Town | Dữ liệu khí hậu của Road Town | Dữ liệu khí hậu của Road Town | Dữ liệu khí hậu của Road Town | Dữ liệu khí hậu của Road Town | Dữ liệu khí hậu của Road Town | Dữ liệu khí hậu của Road Town | Dữ liệu khí hậu của Road Town | Dữ liệu khí hậu của Road Town | Dữ liệu khí hậu của Road Town | Dữ liệu khí hậu của Road Town | Dữ liệu khí hậu của Road Town | Dữ liệu khí hậu của Road Town |
| Tháng                             | 1                             | 2                             | 3                             | 4                             | 5                             | 6                             | 7                             | 8                             | 9                             | 10                            | 11                            | 12                            | Năm                           |
| --------------------------------- | ----------------------------- | ----------------------------- | ----------------------------- | ----------------------------- | ----------------------------- | ----------------------------- | ----------------------------- | ----------------------------- | ----------------------------- | ----------------------------- | ----------------------------- | ----------------------------- | ----------------------------- |
| Cao kỉ lục °C (°F)                | 33 (91)                       | 32 (89)                       | 32 (89)                       | 35 (95)                       | 34 (93)                       | 35 (95)                       | 35 (95)                       | 36 (96)                       | 35 (95)                       | 33 (92)                       | 33 (91)                       | 31 (87)                       | 36 (96)                       |
| Trung bình ngày tối đa °C (°F)    | 26 (79)                       | 27 (80)                       | 28 (82)                       | 29 (84)                       | 29 (85)                       | 30 (86)                       | 31 (87)                       | 31 (87)                       | 30 (86)                       | 29 (85)                       | 28 (82)                       | 27 (80)                       | 29 (84)                       |
| Tối thiểu trung bình ngày °C (°F) | 20 (68)                       | 19 (67)                       | 20 (68)                       | 21 (69)                       | 22 (71)                       | 23 (73)                       | 23 (73)                       | 23 (73)                       | 23 (73)                       | 22 (72)                       | 22 (71)                       | 21 (69)                       | 22 (71)                       |
| Thấp kỉ lục °C (°F)               | 17 (62)                       | 16 (60)                       | 16 (60)                       | 17 (62)                       | 18 (64)                       | 18 (65)                       | 19 (66)                       | 19 (66)                       | 16 (61)                       | 18 (64)                       | 17 (63)                       | 16 (60)                       | 16 (60)                       |
| Lượng mưa trung bình mm (inches)  | 74 (2.92)                     | 63 (2.49)                     | 55 (2.18)                     | 85 (3.33)                     | 117 (4.59)                    | 71 (2.78)                     | 83 (3.27)                     | 110 (4.4)                     | 156 (6.14)                    | 133 (5.25)                    | 179 (7.04)                    | 110 (4.4)                     | 1.236 (48.79)                 |
| Nguồn: Intellicast                |                               |                               |                               |                               |                               |                               |                               |                               |                               |                               |                               |                               |                               |